# Tomo Ohka
Tomokazu Ohka (大家 友和, Ōka Tomokazu) dit Tomo Ohka, né le 18 mars 1976 à Ukyō-ku (Kyōto) au Japon, est un joueur de baseball ayant joué dans la NPB au Japon et dans la Ligue majeure de baseball aux États-Unis et au Canada. 
Joueur des Yokohama BayStars au Japon de 1994 à 1996, en 1998, 2010 et 2011, Ohka dispute 10 saisons dans les Ligues majeures nord-américaines de 1999 à 2009. Converti sur le tard en lanceur de balle papillon, il tente un retour dans les majeures et signe en décembre 2013 un contrat avec les Blue Jays de Toronto.

## Carrière

### Japon (1994-1998)
Tomo Okha évolue quatre saisons de 1994 à 1998 (aucun match joué en 1997 sur blessure) en Championnat du Japon sous les couleurs des Yokohama BayStars.
Employé principalement comme lanceur de relève, il présente une moyenne de points mérités de 4,18 en 28 manches lancées en 1994, ne joue que 3 parties en 1995, puis accorde 19 points mérités en seulement 18 manches lancées en 1996. À son retour au jeu en 1998, il ne lance que deux manches pour les BayStars.

### Ligue majeure de baseball (1999-2009)

#### Red Sox de Boston
Ohka tente sa chance en Amérique du Nord et rejoint les Red Sox de Boston de la Ligue majeure de baseball le 20 novembre 1998. Il fait ses débuts dans le baseball majeur le 19 juillet 1999 et savoure sa première victoire le 1er octobre suivant alors qu'il est lanceur de relève pour Boston face aux Orioles de Baltimore. 
Ohka est utilisé tantôt en relève, tantôt comme lanceur partant chez les Red Sox. Sur 3 saisons, il effectue 33 apparitions au monticule et 25 de celles-ci sont comme partant. Sa moyenne de points mérités s'élève à 4,61 en 134 manches et deux tiers lancées, avec 6 victoires et 13 défaites.

#### Expos de Montréal
Le 31 juillet 2001, à la date limite des transactions dans le baseball majeur, les Red Sox de Boston échangent Tomo Ohka et le lanceur gaucher Rich Rundles aux Expos de Montréal contre le releveur droitier Ugueth Urbina.
Ohka s'aligne avec les Expos jusqu'à la fin de la saison 2004. Montréal l'utilise uniquement comme lanceur partant, à l'exception d'un match. Ses premiers moments avec sa nouvelle équipe son peu reluisants : une victoire et 4 défaites avec une moyenne de points mérités de 4,77 en 10 départs à la fin de la saison 2001, ce qui lui donne une moyenne de 5,47 et une fiche de 3-9 en 22 matchs et 107 manches lancées pour les Sox et les Expos durant la campagne. En revanche, en 2002, Ohka remporte un sommet en carrière de 13 parties pour Montréal, contre 8 défaites. Sa moyenne de points mérités de 3,18 en 192 manches et deux tiers au monticule est la meilleure de sa carrière dans les majeures. C'est la meilleure moyenne parmi les partants des Expos cette année-là et il est le lanceur de l'équipe ayant gagné le plus de matchs. 
En 2003, il égale son record personnel, établi la saison précédente, avec 118 retraits sur des prises. Il éprouve plus de difficulté avec une moyenne de 4,16 points mérités accordés par partie en 199 manches lancées, un sommet pour lui, en 34 départs. Il remporte 10 victoires contre 12 défaites.
En 2004, il ne joue que 15 parties, toujours comme partant, et ne lance que 84 manches et deux tiers. Malgré une fiche victoires-défaites de 3-7, sa moyenne de points mérités se chiffre à 3,40. 

#### Nationals de Washington
La franchise des Expos de Montréal déménage après la saison 2004 et devient les Nationals de Washington. Ohka ne joue que le début de la saison 2005 pour Washington, avec qui sa moyenne s'élève à un très bon 3,33 en 54 manches lancées dans 9 départs et une présence en relève. Il reçoit 4 victoires contre 3 défaites avant d'être échangé par le club.

#### Brewers de Milwaukee
Le 10 juin 2005, Washington échange Tomo Ohka aux Brewers de Milwaukee contre Junior Spivey, un joueur de deuxième but. Il effectue 20 départs et ajoute deux présences en relève en 2005 pour Milwaukee, terminant l'année avec une fiche de 11-9 et une moyenne de 4,04 en 180 manches et un tiers lancées pour deux équipes. Il devient agent libre après la saison 2006 et quitte les Brewers. Au cours de son passage avec ce club, sa moyenne de points mérités s'élève à 4,55 en 223 manches et un tiers lancées, avec 11 gains et autant de revers.

#### Blue Jays de Toronto
Il s'engage le 25 janvier 2007 avec les Blue Jays de Toronto. Il ne joue que 10 matchs et est libéré le 14 juin 2007 alors que sa moyenne s'élève à 5,79 en 10 départs et 56 manches de travail. 

#### Ligues mineures et Indians de Cleveland

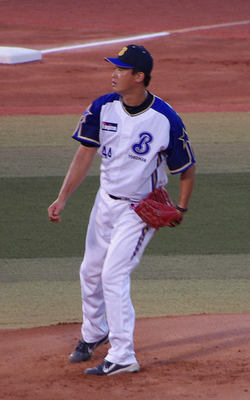
Tomokazu Ohka en 2010 avec Yokohama.

Il se balade ensuite en ligues mineures pendant près de deux ans, incapable d'obtenir un nouveau poste dans les majeures avant mai 2009. En 2007, il termine l'année avec des clubs-écoles des Cardinals de Saint-Louis et des Mariners de Seattle avant de jouer toute la saison 2008 avec les Clippers de Columbus, le club-école des White Sox de Chicago dans la Ligue internationale.
Okha signe chez les Indians de Cleveland le 5 décembre 2008 comme joueur de ligues mineures et commence la saison 2009 en Triple-A. Il est appelé en Ligue majeure le 28 mai 2009. Il n'apparaît que dans 18 parties des Indians durant la saison 2009, dont 6 comme lanceur partant. Sa moyenne est élevée à 5,96 points mérités accordés par partie. Il lance 71 manches au total et ne gagne qu'un match contre 5 défaites.

### Retour au Japon (2010-2013)
Rentré dans son pays natal, Tomo Ohka rejoint son club de jadis, les Yokohama BayStars, pour les saisons de baseball 2010 et 2011. Il lance 22 et 7 parties, respectivement, au cours de ces deux années, chaque fois comme lanceur partant. Gagnant de 7 matchs contre 15 défaites, sa moyenne de points mérités atteint 5,07 en 154 manches et un tiers au total. Il est 7-9 avec une moyenne de 4,59 la première année, mais perd ses 6 décisions et présente une moyenne élevée de 6,89 en 2011.

### Nouveau lanceur de balle papillon
Au Japon, Tomo Ohka tente de relancer sa carrière en devenant un lanceur de balle papillon. En 2013, il affiche une moyenne de points mérités de 3,73 en 21 parties jouées pour les Thunderbirds de Toyama dans la Baseball Challenge League, une ligue japonaise de baseball indépendant.
Le 16 décembre 2013, Ohka, maintenant âgé de 37 ans, signe un contrat des ligues mineures avec les Blue Jays de Toronto, qui l'invitent à leur camp d'entraînement du printemps 2014. Les Blue Jays comptent déjà un autre lanceur de balle papillon en R. A. Dickey.

## Statistiques

### NPB
| Année | Équipe            | J  | V | D | IP   | SO | BB | HR | ERA  |
| ----- | ----------------- | -- | - | - | ---- | -- | -- | -- | ---- |
| 1994  | Yokohama BayStars | 15 | 1 | 1 | 28.0 | 18 | 18 | 0  | 4.18 |
| 1995  | Yokohama BayStars | 3  | 0 | 0 | 9.1  | 6  | 13 | 0  | 1.93 |
| 1996  | Yokohama BayStars | 14 | 0 | 1 | 18.0 | 11 | 14 | 0  | 9.50 |
| 1997  | Yokohama BayStars | -  | - | - | -    | -  | -  | -  | -    |
| 1998  | Yokohama BayStars | 2  | 0 | 0 | 2.0  | 1  | 2  | 0  | 9.00 |
| Total | ―                 | 34 | 1 | 2 | 57.1 | 36 | 47 | 0  | 5.56 |

### MLB
| Année  | Équipe               | J   | V  | D  | CG | IP     | SO  | BB  | HR  | ERA  |
| ------ | -------------------- | --- | -- | -- | -- | ------ | --- | --- | --- | ---- |
| 1999   | Boston Red Sox       | 8   | 1  | 2  | 0  | 13.0   | 8   | 6   | 2   | 6.23 |
| 2000   | Boston Red Sox       | 13  | 3  | 6  | 0  | 69.1   | 40  | 26  | 7   | 3.12 |
| 2001   | Boston Red Sox       | 12  | 2  | 5  | 0  | 52.1   | 37  | 19  | 7   | 6.19 |
| 2001   | Expos de Montréal    | 10  | 1  | 4  | 0  | 54.2   | 31  | 10  | 8   | 4.77 |
| 2002   | Expos de Montréal    | 32  | 13 | 8  | 2  | 192.2  | 118 | 45  | 19  | 3.18 |
| 2003   | Expos de Montréal    | 34  | 10 | 12 | 2  | 199.0  | 118 | 45  | 24  | 4.16 |
| 2004   | Expos de Montréal    | 15  | 3  | 7  | 0  | 84.2   | 38  | 20  | 11  | 3.40 |
| 2005   | Washington Nationals | 10  | 4  | 3  | 0  | 54.0   | 17  | 27  | 6   | 3.33 |
| 2005   | Milwaukee Brewers    | 22  | 7  | 6  | 1  | 126.1  | 81  | 28  | 16  | 4.35 |
| 2006   | Milwaukee Brewers    | 18  | 4  | 5  | 0  | 97.0   | 50  | 35  | 12  | 4.82 |
| 2007   | Toronto Blue Jays    | 10  | 2  | 5  | 0  | 56.0   | 21  | 22  | 10  | 5.79 |
| 2009   | Cleveland Indians    | 18  | 1  | 5  | 0  | 71.0   | 31  | 19  | 18  | 5.96 |
| Totaux | ―                    | 202 | 51 | 68 | 5  | 1070.0 | 590 | 302 | 140 | 4.26 |

Note: J = Matches joués; V = Victoires; D = Défaites; CG : matches complets; IP = Manches lancées; SO = retraits sur des prises; BB = but-sur-balles; HR = Coups de circuits; ERA = Moyenne de points mérités;